# Kneža, Korčula
Koordinati:   42°58′20″N, 17°03′00″E
Kneža je zaselek, manjše pristanišče in istoimenski zaliv na severni obali otoka Korčule (Hrvaška).
Kneža leži ob Pelješkem kanalu, okoli 1 km vzhodno od istoimenskega zaliva, ter okoli 10 km zahodno od mesta Korčule s katerim ga povezuje lokalna cesta Korčula - Račišće.
Kneža je večji pomen dobila v sredini 19. stoletja kot pristan naselja Pupnat, ki leži v notranjosti otoka, okoli 3,5 km oddaljen od pristana. Prisan se je pričel razvijati v širokem zalivu Kneža. Zaliv je z rtom Kneža in otočkoma Mala Kneža in Velika Kneža dobro zavarovan pred udari burje. Plaža v zalivu je peščena in primerna za kopanje.